# Shaka Hislop
Neil Shaka Hislop (Hackney, 22 de fevereiro de 1969) é um ex-futebolista de Trinidad e Tobago que atuava como goleiro. Atualmente trabalha como comentarista esportivo.

## Carreira em clubes
Hislop, embora tenha nascido e jogado praticamente toda sua carreira na Inglaterra, viveu a maior parte da vida em Trinidad e Tobago e deu os primeiros passos no futebol dos Estados Unidos, jogando pelo time da Universidade de Howard entre 1986 e 1991, onde cursava a faculdade de engenharia e mecânica.
Após guardar o diploma no final do curso, retornou à Inglaterra em 1992, quando profissionalizou-se no time do Reading, então na segunda divisão nacional. Em 126 partidas, viu o sonho de disputar a recém-criada Premier League ser adiado por pouco: os Royals perderam a vaga nos play-offs ao ser derrotado por 4 a 3 pelo Bolton Wanderers na prorrogação, e numa enquete feita para escolher o melhor onze do Reading, foi eleito o maior goleiro da história do clube, com 46,7%. Em 1995, o goleiro foi contratado pelo Newcastle United por 1,575 milhão de libras e assumindo a titularidade em sua primeira temporada. Uma lesão sofrida no jogo contra o Chelsea fez com que o tcheco Pavel Srníček reassumisse a vaga, porém uma série de falhas fez com que Hislop voltasse a ser o goleiro titular dos Magpies até os últimos 4 jogos, quando Srníček recuperou o posto.
Em 1997, revezou a titularidade com o irlandês Shay Given, recém-contratado do Blackburn. Após 71 jogos oficiais, decidiu mudar de clube ainda em 1998, contratado pelo West Ham United, retomando a titularidade absoluta. Porém, em 2000, uma fratura na perna sofrida em jogo contra o Bradford City fez com que perdesse a vaga e boa parte da forma física.
Visando retomar sua condição, Hislop decidiu regressar à Segunda Divisão, agora para jogar pelo Portsmouth, sendo um dos destaques do acesso à Premier League já na primeira temporada. Durante a temporada 2004–05, sofreu uma cirurgia de hérnia e não repetiu o desempenho de anos anteriores. Dispensado no final do contrato, o goleiro acertou sua volta ao West Ham, onde fez apenas 25 partidas. 
Credenciado por sua participação na Copa de 2006, onde garantiu o empate sem gols frente à Suécia, além de ter resistido aos ataques da Seleção da Inglaterra antes de levar dois gols em sete minutos, com Peter Crouch (gol que chegou a ser contestado pelos trinitários, que reclamaram de um puxão dado pelo atacante nos cabelos de Brent Sancho) e Steven Gerrard (em ambos os jogos, o titular seria Kelvin Jack, que se machucou durante o treino antes do jogo contra os suecos), Hislop foi contratado pelo FC Dallas, time da Major League Soccer (o campeonato de futebol dos EUA), onde atuaria em apenas dez partidas, sempre no lugar do titular Dario Sala.
Prejudicado por uma lesão nas costas, Hislop rescindiu seu contrato com o Dallas e encerrou a carreira profissional aos 38 anos, em agosto de 2007.

## Carreira internacional
Em fevereiro de 1998, Hislop foi convocado uma vez para a seleção principal da Inglaterraem fevereiro do mesmo ano, para um amistoso contra o Chile, não saindo do banco de reservas, defendendo a seleção sub-21 quando já tinha 29 anos. Foram as únicas experiências do goleiro pelo seu país natal antes de decidir defender Trinidad e Tobago (onde havia atuado pelas equipes de base e pela qual chegou a ser convocado para 3 jogos em 1992, mas não foi utilizado) a partir do mesmo ano. Nas ausências de Dwight Yorke e Russell Latapy, o goleiro usaria a braçadeira de capitão nos jogos. Alegando o longo tempo de viagens entre Inglaterra e Trinidad e Tobago, o goleiro anunciou sua primeira aposentadoria do futebol de seleções em 2004, mas regressou à seleção para ajudar os Soca Warriors nas eliminatórias da Copa de 2006
Na estreia de Trinidad na competição, contra a Suécia, no dia 10 de junho, fez grandes defesas que garantiram um empate sem gols e Hislop, que fora escalado apenas por causa de uma lesão sofrida pelo titular Kelvin Jack durante um treino, foi o grande destaque do jogo, sendo inclusive elogiado por Lars Lagerbäck, então técnico da Suécia.
Escalado para o jogo contra a Inglaterra, Hislop resistiu aos ataques do English Team por 83 minutos, até levar dois gols no final, marcados respectivamente por Peter Crouch e Steven Gerrard. Jack, recuperado, voltaria a defender a baliza de Trinidad no jogo contra o Paraguai. No total, foram 26 jogos disputados.[carece de fontes?]

## Pós-aposentadoria
Em 2008, lançou um blog no site do jornal The Guardian cobrindo a Major League Soccer.[carece de fontes?]
Em março de 2009, Hislop assinou contrato para ser auxiliar-técnico do time da Universidade Quinnipiac, além de ser preparador de goleiros. Devido a seus compromissos pela ESPN, ele optou em deixar a função.[carece de fontes?]
Durante uma cobertura no estádio Rose Bowl para o amistoso entre Milan e Real Madrid, em julho de 2023, o ex-goleiro desmaiou em cima do companheiro de transmissão Dan Thomas, que atualizou o estado de saúda de Hislop afirmando que ele "estava bem". Posteriormente, Hislop descreveu o caso como "estranho" e que estava procurando indicação médica.

## Títulos
Reading
- Football League Second Division: 1993–94[carece de fontes?]

West Ham United
- Taça Intertoto da UEFA: 1999[carece de fontes?]

Portsmouth
- Football League First Division: 2002–03[carece de fontes?]

### Individuais
- Time do Ano da Associação de Futebolistas Profissionais: 1994–95 (First Division)[13], 2002–03 (First Division)[14]
- Medalha Chaconia (ouro): 2006
- Cidadão Honorário de Newcastle upon Tyne: 13 de maio de 2022ref>«Newcastle legend Shaka Hislop awarded freedom of city». BBC News (em inglês). 3 de março de 2022. Consultado em 18 de maio de 2022</ref>[15][16]